# WABC (AM)
Pour les articles homonymes, voir WABC.
WABC (AM) est une station de radio américaine diffusant ses programmes en ondes moyennes (770 kHz) sur New York. Cette station est une radio d'informations.
WABC a commencé à émettre le 1er octobre 1921 sous le nom de WJZ.

## Historique
Le nom WABC est d'abord attribué à une petite station de Brooklyn nommée WABC d'après la société Atlantic Broadcasting Company, détenue par Alfred H. Grebe.
En 1928, le réseau Columbia Broadcasting System achète la station à Grebe pour 410 000 $ . 

### WABC
En 1946, la station WABC de CBS est renommée WCBS; libérant ainsi le nom pour American Broadcasting Company. Ce n'est que le 1er mars 1953, que WJZ reprend le nom WABC, à la fois pour la station de radio et la station de télévision WABC-TV.